# Бизовик
Бизовик је бивше насељено место неколико километара југоисточно од Љубљане испод брда Головец. Поред села налази се Пут успомена и другарства. У близини се налазе љубљанска приградска насеља Фужине и Штепањско насеље.

## Етимологија имена
Наводно је име добио по латинској изреци Vis a vis (из очи у очи), који се наноси на близину Фужинског града на којег гледа преко реке Љубљанице.

## Историја
За време Другог светског рата село се налазило поред бодљикаве жице којом је била Љубљана опкољена од стране фашита. Поред села на Урху налазио се затвор и мучилиште где су локални белогардисти убијали партизане.